# DuckTales (videojuego)
DuckTales es un videojuego de plataformas desarrollado y publicado por Capcom y basado en la serie de televisión animada de Disney del mismo nombre. Salió a la venta por primera vez en Norteamérica para la Nintendo Entertainment System en 1989 y más tarde fue portado a la Game Boy en 1990. En la historia, Scrooge McDuck viaja por todo el mundo recogiendo tesoros y burlando a su rival Flintheart Glomgold para convertirse en el pato más rico del mundo.
Producido por personal clave de la serie Mega Man, DuckTales vendió más de un millón de copias en todo el mundo en cada sistema, convirtiéndose en el título más vendido de Capcom para ambas plataformas. El juego fue alabado por sus controles, su jugabilidad única y abierta y su brillante presentación, y a menudo se considera uno de los mejores títulos para la NES, apareciendo en numerosas listas de «Los mejores».
A DuckTales le siguió una secuela, DuckTales 2, en 1993. Una versión remasterizada de DuckTales desarrollada por WayForward Technologies, con gráficos de alta resolución y actuaciones de los miembros supervivientes del reparto de voces de la serie, llamada DuckTales: Remastered, salió a la venta en 2013 para PC, Xbox 360, PlayStation 3 y Wii U. La versión original de 8 bits del juego también se incluyó en el recopilatorio The Disney Afternoon Collection para PC, PlayStation 4 y Xbox One.

## Sistema de juego
Los jugadores controlan a Scrooge McDuck mientras viaja por el mundo y el espacio exterior en busca de cinco tesoros para aumentar aún más su fortuna. Scrooge puede atacar a sus enemigos y desplazarse utilizando su bastón. En el suelo, Scrooge puede blandir su bastón para atacar a los enemigos y romper o lanzar determinados objetos. Al saltar, Scrooge puede rebotar en su bastón de forma similar a un pogo y atacar a los enemigos desde arriba. Esto también le permite llegar a zonas más altas, así como rebotar por zonas peligrosas que le hacen daño en la palma de la mano. Por el camino, Scrooge puede encontrar varios diamantes, escondidos dentro de cofres del tesoro o que aparecen en ciertas zonas, para aumentar su fortuna y helados que pueden restaurar su salud. Scrooge también se encontrará con varios personajes de la serie que desempeñan diversas funciones, como proporcionar pistas, ofrecer objetos útiles, abrir el acceso a nuevas zonas o intentar detener el avance de Scrooge. Oculto en el juego hay un truco secreto para recuperar la vida, al que se accede pulsando el botón de selección mientras se está quieto, que rellenará los puntos de corazón de Scrooge por 3.000.000 $.
El juego cuenta con cinco niveles: Minas africanas, Amazonas, Himalaya, Transilvania y la Luna. El jugador puede visitar cualquiera de los destinos para buscar los tesoros en cualquier orden. Sin embargo, hay que volver a visitar las minas africanas y Transilvania para conseguir ciertos objetos esenciales. Hay dos tesoros secretos repartidos entre los cinco destinos. El tesoro de cada destino está protegido por un jefe al que Scrooge debe derrotar para recuperarlo. Una vez recogidos los cinco tesoros principales, el jugador regresa a Transilvania para enfrentarse al jefe final, el Pato Drácula. Tras derrotarlo, el jugador debe enfrentarse a Flintheart Glomgold y Magica De Spell para conseguir el último tesoro.
Al completar el juego, los jugadores pueden recibir uno de los tres finales en función de su rendimiento: un final normal por superar el juego, un final genial por superar el juego con al menos 10.000.000 $ y un final malo por superar el juego con 0 $. Como el jugador recibe 1 000 000 de dólares por el tesoro de cada nivel, el final malo sólo se puede conseguir gastando todo el dinero acumulado en el truco para recuperar la vida antes de que el jugador termine la partida. Para ello, el jugador tiene que reunir exactamente 1 000 000 $ para conseguir un dinero total de 6 000 000 $, ya que se obtiene un total de 5.000.000 $ de los jefes. Luego, el jugador tiene que aplicar el truco de recuperar vida dos veces para acabar con 0$.

## Desarrollo
Aunque Capcom ya había colaborado con Disney publicando el Mickey Mousecapade producido por Hudson en Norteamérica en 1988, DuckTales se convirtió en el primer juego con licencia que desarrollaba la compañía, y compartió mucho personal clave con la serie original de Mega Man, como el productor Tokuro Fujiwara, el diseñador de personajes Keiji Inafune y el programador de sonido Yoshihiro Sakaguchi. Otros miembros del equipo se unieron a Disney en 1987: David Mullich, Darlene Lacey y Sam Palahnuk formaron Disney Software, que fue el primer intento de la empresa de entrar en el mercado de los videojuegos. Lacey había trabajado anteriormente en Advanced Microcomputer Systems, donde crearon Dragon's Lair, y lo considera el «inicio de su carrera en los juegos de ordenador». Posteriormente, diseñó títulos para CD-i y Laserdisc para Sega.
Mullich fue el primer productor de juegos de Walt Disney Computer Software. Su objetivo era laborar con licencias de la empresa, lo que le llevó a colaborar con Capcom para desarrollar Ducktales. Se asoció con Walt Disney Television Animation para proporcionar el material del programa de animación, como hojas de modelos de personajes, guiones de episodios, capturas de pantalla y música. La empresa envió a su equipo de desarrollo japonés a Burbank para «sumergirlos en la cultura Disney». Mullich les llevó a Disneyland y les describió «la historia del parque y todas las atracciones en las que montamos». Una vez que el personal regresó a Japón comenzó la producción, enviándole los diseños de cada nivel dibujados en papel para que los aprobará antes de programarlo. Mandó el componente a Disney Character Animation para su revisión, que Mullich y Darlene Lacey lo aceptaran.
El papel de Lacey empezó al final de la producción y se encargó de editar los diálogos y los gráficos, y su reto más difícil fue retocarlos «para que encajara con los personajes de Disney». Haciéndolo más correcto gramaticalmente y ajustado al límite de caracteres. Capcom le enviaba los e-proms por correo, para que pudiera probar las nuevas versiones, escribir comentarios y se los devolvían. Su labor como productor también influyo en la coherencia de los personajes para cumplir las normas de Disney. Quienes ordenaron que no hubiera muertes y que los jefes salieran de la pantalla. El sprite de la camisa de Scrooge McDuck se ha cambiado de azul a rojo para que destaque y resalte más sobre los fondos azules y oscuros.
Las revisiones incluyeron la eliminación de las cruces de los ataúdes en la etapa de Transilvania, sustituyéndolas por las letras «RIP», el reemplazo de las hamburguesas como potenciadores por helados y la omisión de la opción de que Scrooge renunciara a su dinero, acción considerada «fuera de lugar». Se cambió la última frase del protagonista, que originalmente decía: «Realmente hay un tesoro más importante que éste. Es decir... Sueño y Amigos», que Lacey considera su favorita. Un cartucho prototipo filtrado de un coleccionista privado revela varias diferencias entre la original, inacabada, y la final, como nombres de niveles diferentes, música no utilizada para la fase de Transilvania, tempo más lento en la composición del nivel de la Luna, texto no utilizado o alterado, y el personaje Gizmoduck con su nombre japonés «RoboDuck». DuckTales fue portado posteriormente a la Game Boy a finales de 1990. Esta versión presenta la misma mecánica, música y escenarios que la original para consola, aunque el diseño de cada nivel se modificó para adaptarlo a la pantalla de menor resolución de la portátil.

## Lanzamiento
DuckTales salió al mercado en Norteamérica en octubre de 1989, en Japón el 26 de enero de 1990 y en Europa el 14 de diciembre de 1990. La adaptación para Game Boy se lanzó oficialmente el 21 de septiembre de 1990 en Japón, luego distribuido para Norteamérica en noviembre y Europa en 1991. En 2013, Capcom envió 150 cartuchos dorados de edición limitada de NES con el juego original, con el arte de DuckTales: Remastered como pegatina, dentro de una fiambrera coleccionable a distintos miembros de la prensa especializada en videojuegos. La versión original de 8 bits también se incluyó en el recopilatorio The Disney Afternoon Collection para PC, PlayStation 4 y Xbox One.

## Recepción
DuckTales fue un éxito comercial, y las versiones para NES y Game Boy vendieron aproximadamente 1,67 millones y 1,43 millones de copias en todo el mundo, respectivamente, convirtiéndose cada una de ellas en los títulos más vendidos de Capcom para sus respectivas plataformas. Electronic Gaming Monthly elogió la versión para NES por su mecánica y sus coloridos gráficos, y la calificó de «excelente ejemplo de diseño de juegos muy bueno». La revista comentó además que el título probablemente se hizo «pensando en los jugadores más jóvenes» debido a su corta duración y a su relativa falta de dificultad o complejidad, declarando que «probablemente disfrutarás de este juego pero lo encontrarás vencido tras el primer día de juego». Por el contrario, la revista Mean Machines calificó el juego de «muy difícil y desafiante», explicando que «requiere mucha habilidad para llegar hasta el final del juego de una sola vez». Bryan Griffin de Nintendo Life alabó la rejugabilidad y la música pero reprochó sus jefes fáciles y su corta duración. Al final lo describió como «uno de los mejores ejemplos de un excelente juego con licencia». Aurio de Jeuxvideo.com compartió la misma opinión y comento sobre la ausencia de un sistema de guardado o contraseña.
Nintendo Power calificó la adaptación a Game Boy de «traducción fiel de la versión para NES». Hobby Consolas le dio una puntación de 86/100, lo describió como «muy adictivo» pero reprochó su falta originalidad. Andromeda de GamePro alabó la mecánica, los gráficos y la dificultad, comentando que «hay suficientes variaciones sobre el original como para mantener el interés en la nueva versión». Raze le puso un nota de 90 % y dijo que la música era excelente con «una melodía diferente para cada nivel y una interpretación de la banda sonora de los dibujos animados en la pantalla de título». Concluye su análisis al afirmar que es «Un magnífico juego de plataformas que tiene un sistema adictiva, unos visuales impresionantes y un sonido estupendo. Y gracias a los elementos de resolución de puzles, volverás a por más».
Nintendo Power incluyó DuckTales en la lista de los 13 mejores juegos de Nintendo Entertainment System en 2008, elogiándolo como divertido a pesar de ser un producto licenciado. Posteriormente, en 2012, la revista incluyó el juego en el puesto 44 de su lista de los «285 mejores juegos de todos los tiempos». En 2009, el sitio web IGN incluyó el título en el décimo puesto de su lista de los 100 mejores juegos de NES, señalando que «de todos los juegos basados en la famosa arquitectura de Mega Man de Capcom (pero que no era un juego de Mega Man propiamente dicho), DuckTales es quizá el mejor de todos». Official Nintendo Magazine también incluyó el juego en el número 85 de su propia lista de los «100 mejores juegos de Nintendo» ese mismo año, y noveno en su lista de «Los diez mejores juegos de NES» en 2013. También ocupó el noveno puesto en la lista de los 25 mejores juegos de NES de 1UP.com en 2010, 2º en la lista de los 7 mejores juegos de Disney de GamesRadar en 2009, y el 12º en la lista de «Mejores juegos de NES de todos los tiempos» de GamesRadar en 2012.

## Legado
Debido al éxito de DuckTales, Capcom desarrolló y publicó más juegos de Disney, como Mickey's Dangerous Chase, Adventures in the Magic Kingdom, Chip 'n Dale: Rescue Rangers, entre otros. Además, se hicieron dos secuelas del título DuckTales: The Quest for Gold (1990) y DuckTales 2 (1993). Mullich trabajó en la producción del primero para Buena Vista Software. Su labor consistió en ponerse en contacto con Technologies para decidir el objetivo principal, que es «ganar más dinero que el archienemigo de Scrooge McDuck, Flintheart Glomgold, en treinta días», por lo que decidieron que se centrarían principalmente en una serie de aventuras o minijuegos para los que Mullich ideó el de vuelo Launchpad McQuack que conectaba todos los escenarios, así como el de la bolsa para ganar plata. También se incluyeron las voces de los personajes de la serie con la ayuda de Disney Character Voices, quienes trajeron a los actores Russi Taylor y Terry McGovern. Como este último vivía en San Francisco, hicieron las sesiones de doblaje por teléfono mientras él estaba en un estudio de sonido de Bay Area.
La música ha sido muy aclamada, especialmente la del nivel de la luna, que se ha convertido en una de las más icónicas del videojuego. El director creativo de DuckTales Remastered, Matt Bozon, calificó la melodía de DuckTales como «una de las mejores de 8 bits [que] ha escuchado nunca», y su equipo citó temas como el de los escenarios de Transilvania y el Himalaya como memorables. Polygon cita el «Moon Theme» como la pieza más famosa, Geekparty la definió como «la pieza musical de 8 bits más perfecta jamás escrita». El tema aparece en el reinicio de la serie animada de 2017 durante escenas ambientadas en la luna, sobre todo como base de una canción de cuna que canta Della Pato en el episodio de la segunda temporada «What Ever Happened to Della Duck?!».

### DuckTales: Remastered
Un nueva versión del juego, titulado DuckTales: Remastered, salió en 2013 para PC, PlayStation 3, Xbox 360, Wii U y en 2015 para iOS, Android y Windows Phone. Desarrollado por WayForward Technologies, Remastered incluye gráficos y música actualizados, contenido ampliado de la historia y doblaje completo de los personajes, incluidos los miembros supervivientes del reparto de la serie de animación. Los niveles del juego original están incluidos, pero ampliados con nuevas áreas y nuevos patrones de jefes, junto con dos nuevos niveles exclusivos de Remastered.